# Ta-wu (ARS-571)
Ta-wu (ARS-571) je perspektivní záchranná loď ponorek a oceánský remorkér námořnictva Čínské republiky. Postavena byla v letech 2021–2024 jako prototypové plavidlo třídy, která by ve službě nahradila dvě záchranná plavidla americké třídy Diver a dva oceánské remorkéry americké třídy Cherokee, všechny pocházející z doby druhé světové války. Je schopna táhnout lodě s výtlakem nad 30 000 tun, manipulovat může s plavidly o výtlaku až 100 000 tun.

## Stavba
Plavidlo postavila loděnice CSBC Corporation v Kao-siungu. Stavba byla zahájena slavnostním prvním řezáním oceli v srpnu 2021. Kýl plavidla byl založen 15. března 2022. Dne 23. října 2024 bylo hotové plavidlo převzato námořnictvem.

## Konstrukce
Plavidlo je vybaveno dynamickým polohovacím systémem, potápěčským zvonem schopným dosáhnout hloubky až 100 metrů a dálkově ovládaným podmořským prostředkem s hloubkovým dosahem 500 metrů. Má plně elektrický pohonný systém, který pohání lodní šroub se stavitelnými lopatkami, výsuvný pod a dokormidlovací zařízení v přídi a zádi. Nejvyšší rychlost dosahuje 18 uzlů.